# リベリア行動党
リベリア行動党（リベリアこうどうとう、Liberian Action Party、略称:LAP）は、かつてリベリアに存在した政党。 政党連合「リベリア変革連合」（COTOL）を構成していた4政党の一つ。2003年から2006年まで暫定大統領を務めたジュデ・ブライアントが所属していた。
1997年7月19日に行われた総選挙（Liberian elections, 1997）では政党同盟（同盟、Alliance of Political Parties）を結成して、下院（House of Representatives）で2議席を獲得した。
2005年10月11日の総選挙（Liberia elections, 2005）にはCOTOLとして臨んだ。
2009年4月1日、統一党と合併した。